# Bùi Vĩ Hào
Bùi Vĩ Hào (sinh ngày 24 tháng 2 năm 2003) là một cầu thủ bóng đá chuyên nghiệp người Việt Nam hiện đang thi đấu ở vị trí tiền đạo cánh cho câu lạc bộ V.League 1 Becamex Bình Dương và đội tuyển bóng đá quốc gia Việt Nam.

## Sự nghiệp câu lạc bộ
Sinh ra ở An Giang trong một gia đình theo đạo Hòa Hảo, Vĩ Hào đã dành sự nghiệp bóng đá trẻ của mình để thi đấu cho Câu lạc bộ bóng đá An Giang. Năm 2021, anh được PVF mượn để thi đấu tại Giải bóng đá Hạng Nhì Quốc gia 2021, nhưng anh đã không được ra sân sau khi giải đấu bị hủy bỏ do sự bùng phát của dịch bệnh COVID-19 tại Việt Nam.
Năm 2022, Vĩ Hào gia nhập câu lạc bộ Becamex Bình Dương và thi đấu tại V.League 1. Anh ghi bàn thắng chuyên nghiệp đầu tiên vào ngày 21 tháng 7 năm 2022, bàn thắng duy nhất cho Becamex Bình Dương trong trận thua 1–2 trước Hoàng Anh Gia Lai tại V.League 1.

## Sự nghiệp quốc tế
Vĩ Hào được điền tên vào đội hình 23 cầu thủ tham dự Cúp bóng đá U-20 châu Á 2023 của huấn luyện viên Hoàng Anh Tuấn. Anh ra sân trong cả ba trận vòng bảng cho U-20 Việt Nam nhưng không ghi được bàn thắng nào; đội U-20 Việt Nam sau đó đã không thể lọt vào vòng đấu loại trực tiếp của giải đấu.

## Thông kê sự nghiệp

### Quốc tế
Tính đến 2 tháng 1 năm 2025
| Đội tuyển quốc gia | Năm       | Trận | Bàn |
| ------------------ | --------- | ---- | --- |
| Việt Nam           | 2023      | 2    | 0   |
| Việt Nam           | 2024      | 8    | 2   |
| Việt Nam           | 2025      | 1    | 0   |
| Tổng cộng          | Tổng cộng | 11   | 2   |

#### U-23 Việt Nam
| #  | Ngày                | Địa điểm                                   | Đối thủ | Bàn thắng | Kết quả | Giải đấu                                  |
| -- | ------------------- | ------------------------------------------ | ------- | --------- | ------- | ----------------------------------------- |
| 1. | 20 tháng 8 năm 2023 | Sân vận động tỉnh Rayong, Rayong, Thái Lan | Lào     | 4–1       | 4–1     | Giải vô địch bóng đá U-23 Đông Nam Á 2023 |
| 2. | 6 tháng 9 năm 2023  | Sân vận động Việt Trì, Phú Thọ, Việt Nam   | Guam    | 6–0       | 6–0     | Vòng loại Cúp bóng đá U-23 châu Á 2024    |

#### Đội tuyển Việt Nam
| #  | Ngày                 | Địa điểm                                      | Đối thủ | Bàn thắng | Kết quả | Giải đấu                        |
| -- | -------------------- | --------------------------------------------- | ------- | --------- | ------- | ------------------------------- |
| 1. | 12 tháng 10 năm 2024 | Sân vận động Thiên Trường, Nam Định, Việt Nam | Ấn Độ   | 1–0       | 1–1     | Giao hữu                        |
| 2. | 21 tháng 12 năm 2024 | Sân vận động Việt Trì, Phú Thọ, Việt Nam      | Myanmar | 1–0       | 5–0     | Giải vô địch bóng đá ASEAN 2024 |

## Danh hiệu
U-23 Việt Nam
- Giải vô địch bóng đá U-23 Đông Nam Á: 2023

Việt Nam
- Giải vô địch bóng đá ASEAN: 2024

Cá nhân
- Vua phá lưới Giải bóng đá Vô địch U-21 Quốc gia Việt Nam: 2022[4]